# Larry Knechtel
Larry Knechtel, geboren als Lawrence William Knechtel, (Bell, 4 augustus 1940 - Yakima, 20 augustus 2009) was een Amerikaanse studiomuzikant, vooral bekend als lid van The Wrecking Crew, een verzameling van in Los Angeles gevestigde sessiemuzikanten die samenwerkten met beroemde artiesten als Simon & Garfunkel, Duane Eddy, The Beach Boys, The Mamas and the Papas, The Monkees, The Partridge Family, Billy Joel, The Doors, The Grass Roots, Jerry Garcia en Elvis Presley, en als lid van de band Bread uit de jaren 1970.

## Carrière
Knechtel begon zijn muzikale opleiding met pianolessen. In 1957 trad hij toe tot de in Los Angeles gevestigde rock-'n-rollband Kip Tyler & the Flips. In augustus 1959 trad hij toe tot instrumentalist Duane Eddy als lid van zijn band The Rebels. Na vier jaar met de band op pad te zijn geweest en met Eddy in de opnamestudio te hebben gewerkt, werd Knechtel onderdeel van het sessiemuzikantencircuit in Los Angeles, waar hij met Phil Spector als pianist werkte om Spectors beroemde Wall of Sound te helpen creëren. Knechtel werd een prominent lid van sessiemuzikanten The Wrecking Crew, trad op in vele hits uit die periode en verdiende in 2007 toegang tot de Musicians Hall of Fame and Museum.
In 1970 won Knechtel een Grammy Award voor zijn pianowerk op Bridge over Troubled Water van Simon en Garfunkel. Hij speelde ook piano op Johnny Rivers' hit Rockin' Pneumonia and the Boogie Woogie Flu uit 1972.
Knechtel trad in 1971 toe tot de softrockband Bread na het vertrek van Robb Royer en bleef bij de band tot hun splitsing in 1973. Hij voegde zich weer bij de band voor daaropvolgende comebacks en reünies.
Knechtel was bedreven in andere muziekinstrumenten, met name de mondharmonica, gitaar en bas, die te horen zijn op Mr. Tambourine Man van The Byrds, Stoney End van Barbra Streisand, If I Can Dream van Elvis Presley en het debuutalbum van The Doors. In 1971 trad hij toe tot de band Bread, waar zijn bijdragen bestonden uit bas, keyboards en de gitaarsolo op de hitsingle The Guitar Man. Hij speelde ook op sessies voor Nancy Sinatra.
Eind jaren 1980 verhuisde Knechtel naar Nashville, waar hij een solo-opnamecontract tekende. Hij bracht snel achter elkaar de twee soloalbums Mountain Moods (1989) en Urban Gypsy (1990) uit.
In latere jaren woonde Knechtel tot aan zijn dood in Yakima, Washington. Hij had echter met platenproducent Rick Rubin gewerkt, keyboards bijgedragen aan albums van Neil Diamond, Arlen Roth en The Dixie Chicks, toerde met Elvis Costello en met The Dixie Chicks ter ondersteuning van hun Grammy Award-winnende album Taking the Long Way. Gedurende deze tijd droeg Knechtel gastplekken bij op vele opnamen voor tientallen Northwest-artiesten, waaronder Wayman Chapman, Ken Stringfellow (Posies, REM, Big Star), Quakers On Probation, Dimestore Mystery, Elba, Animals at Night, Zera Marvel, Colin Spring, Lesley Rostron & Lovejunkie en zijn zoon Lonnie Knechtel.

## Onderscheidingen
In 1970 kreeg hij een Grammy Award voor zijn arrangement van Bridge over Troubled Water van Simon & Garfunkel. In 2007 werd hij opgenomen in de Musicians Hall of Fame.

## Privéleven en overlijden
Knechtel was getrouwd en had twee kinderen. Hij overleed op 20 augustus 2009 in het Yakima Valley Memorial Hospital in Washington op 69-jarige leeftijd aan een schijnbare hartaanval.

## Discografie
- Pet Sounds – The Beach Boys
- Read My Licks – Chet Atkins
- Gulf Winds – Joan Baez
- Mighty Like A Rose – Elvis Costello
- Mousetrap – The Spencer Davis Group
- Beautiful Noise – Neil Diamond
- Fats Is Back – Fats Domino
- Duane Eddy – Duane Eddy
- Streetlife Serenade – Billy Joel
- 9 To 5 And Odd Jobs – Dolly Parton
- Elvis TV Special – Elvis Presley
- Duane Eddy – Duane Eddy
- Simply the Best – Tina Turner
- Whiskey Bent & Hell Bound – Hank Williams jr.

- Bibliothèque nationale de France: cb14194040z (data)
- Gemeinsame Normdatei: 134429354
- International Standard Name Identifier: 0000 0001 1492 6320
- Library of Congress Control Number: n92031186
- MusicBrainz: 5bdf4fa0-0c8c-4216-a4d9-97092c107a64
- SNAC: w6qv84q2
- Virtual International Authority File: 63199897
- WorldCat: E39PBJrrCt3Fp87qTYwk6YmDbd